# Turku
Pour les articles homonymes, voir Abo.
Turku (/ˈtur.ku/ , en suédois : Åbo /ˈoː.bʊ/ ), dans le passé Aboen en français, est une ville de Finlande de 206 073 habitants située dans le Sud-Ouest du pays à l’embouchure du fleuve côtier Aura.
C’est la sixième ville du pays après (dans l’ordre) Helsinki, Espoo, Tampere, Vantaa et Oulu. L’agglomération, la troisième du pays, compte près de 300 000 habitants avec comme principales villes Raisio (25 738 habitants), Kaarina (36 551 habitants), Lieto (20 666 habitants) et Naantali (20 129 habitants). Administrativement, c’est la capitale de la région de Finlande propre (Varsinais-Suomi) et de la province de Finlande occidentale.

## Histoire
Jusqu’en 1812, Turku, dont le nom était alors Åbo, fut la capitale de la Finlande, alors assujettie au royaume de Suède. Lorsque la Russie administra le pays après la guerre russo-suédoise de 1808-1809, la capitale fut transférée à Helsingfors (aujourd'hui Helsinki), les Russes trouvant Åbo géographiquement trop proche de la Suède. La capitale est restée à Helsinki depuis, et Turku a perdu son caractère de premier ordre.

### Le Turku médiéval

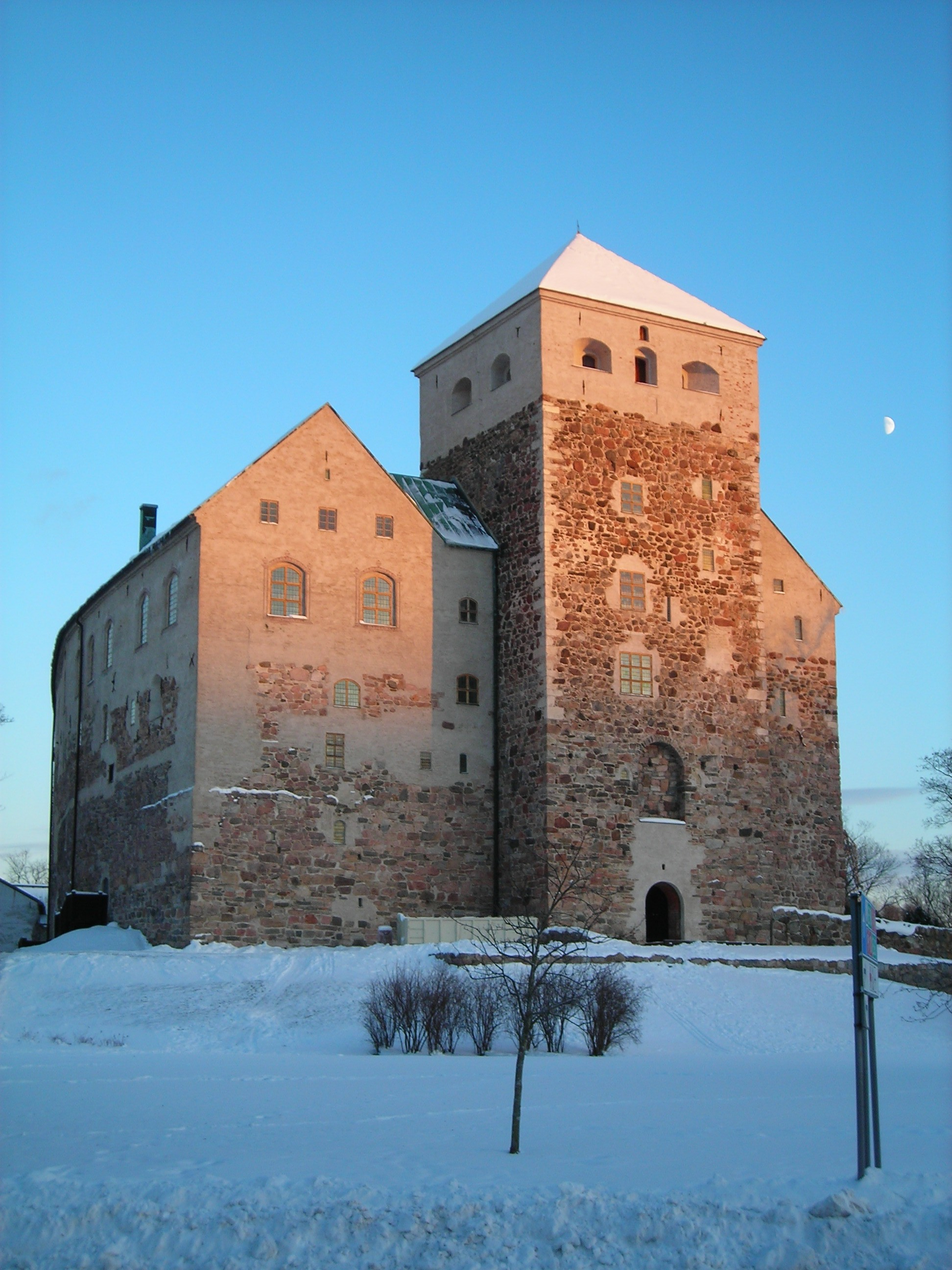
Le château de Turku, l'un des plus grands châteaux médiévaux de Finlande.

L'histoire de Turku débute souvent par la lettre du pape Grégoire IX datée du 23 janvier 1229.
La lettre autorise le transfert de l'archevêché de Turku vers une place plus appropriée, signifiant déplacer l'archevêché de Nousiainen à Koroinen.
La vallée du fleuve côtier Aura était prospère et de population relativement dense dès l'âge du fer, ainsi il n'est pas étonnant qu'on y ait transféré le centre du diocèse.
La ville de Turku actuelle prend forme à la fin du XIIIe siècle un peu plus bas que la péninsule de Koroinen en bordure de l'Aura.
L'archéologue Markus Hiekkanen a émis l'hypothèse que la ville est fondée conjointement par le roi, l'évêque et l'ordre dominicain institué en 1249.
L'année de fondation de Turku reste cependant inconnue car aucun document à ce sujet n'a été conservé.
La cathédrale de Turku est inaugurée en 1300.
Selon la théorie communément admise, le mot Turku viendrait du mot russe tǔrgǔ, qui signifie marché.
Avec son évêché et son couvent dominicain, Turku était le centre religieux de la Finlande.
Le Turku médiéval était aussi un centre commercial et maritime animé.
Turku était la plus grande ville de Finlande et l'une des plus grandes du royaume de Suède.
Construit à proximité de la ville, le château de Turku est un des modèles les plus importants appuis du pouvoir en Finlande, pourtant il sera plusieurs fois le théâtre de guerre médiévale.
Les habitants de Novgorod pillèrent la ville en 1318, les Danois en 1509 et en 1522.

### Turku duXVIesiècleà la fin de la domination suédoise

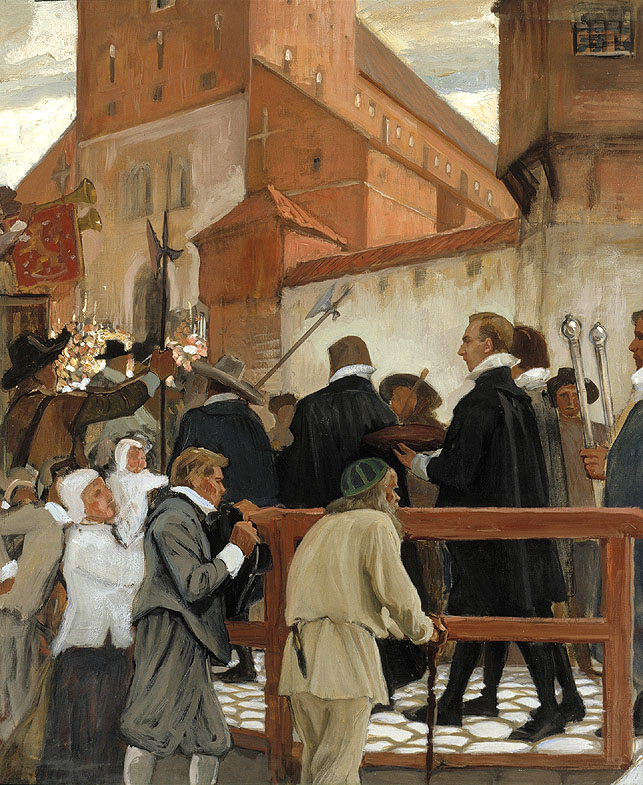
Inauguration de l'Académie royale d'Åbo en 1640, peint par Albert Edelfelt.

Après le Moyen Âge, Turku garde sa position de plus grande ville de Finlande.
De 1556 à 1563, Jean III de Suède ayant sa cour dans le château de Turku, les habitants de Turku peuvent avoir un aperçu de la grandeur de l'Europe.
Au XVIe siècle, le château de Turku est assiégé six fois dans le cadre des luttes de pouvoir en Suède.
Au XVIIe siècle, la situation et beaucoup plus paisible et la position de Turku comme centre régional devient plus évidente quand on y crée un certain nombre d'institutions éducatives et administratives.
Par exemple, le gouvernement provincial est fondé à Turku en 1617, et la première Cour d'appel en Finlande, la Cour d'appel de Turku est instituée en 1623.
Au XVIIe siècle, la ville compte près de 3 000 habitants dont des prêtres, marchands, artisans et serviteurs, fonctionnaires, étudiants et le personnel universitaire. Durant les périodes 1637–1640 et 1648–1654, Per Brahe en est le gouverneur général.
Le château de Turku est le centre administratif du gouvernement.
Le contexte du XVIIe siècle, favorable au développement de la ville, prend fin dans la période 1700–1721 avec la grande guerre du Nord et la grande colère qui en résulte c'est-à-dire avec l'occupation russe.
Turku est alors le centre de commandement de l'occupation.
Pendant les années 1742–1743, durant la guerre russo-suédoise la ville est à nouveau occupée pendant l'épisode dit de petite haine.
La petite haine prend fin avec le traité d'Åbo.
La seconde moitié du XVIIIe siècle est plus paisible et permet de développement industriel de Turku.
Au XVIIIe siècle Turku a deux des plus importants fabricants de tabac.
La construction navale commence en 1732 avec l’établissement du chantier naval de Crichton-Vulcan et la construction navale devient l'une des activités principales de la ville.
La population de la ville augmente et au tournant du siècle elle est de 11 000 habitants.
À la fin du XVIIIe siècle, la culture et la science prospèrent comme l'attestent par exemple la fondation du premier jardin botanique et de laboratoires ainsi que la parution du plus ancien journal de Finlande Tidningar Utgifne Af et Sällskap i Åbo en 1771.
En 1790 on fonde à Turku la plus ancienne association de Finlande la Musikaliska Sällskapet i Åbo ou Turun Soitannollinen Seura.

### Turku et la domination russe
Turku n'opposera aucune résistance à l'entrée des Russes en octobre 1809 pendant la guerre de Finlande.
La vie y continue paisiblement malgré l'occupation russe.
La cour d'appel de Turku a siégé et plus tard au printemps l'évêque de Turku Jacob Tengström et le corps professoral de l'Académie royale prête serment d'allégeance au Tsar.
En 1809, Turku devient le centre gouvernemental du Grand-duché de Finlande, c'est-à-dire la capitale de la Finlande autonome.
Du fait de sa position historique, la ville abritait déjà des administrations importantes. Elle est également capitale du Gouvernement d'Åbo et Björneborg.
La cathédrale de Turku et son évêque sont les autorités religieuses les plus importantes du pays.
Turku a une université et est le centre maritime et commercial de Finlande.
En 1812, la capitale est transférée à Helsinki, car selon Alexandre Ier Turku était d’esprit trop suédois et trop proche géographiquement de son ancienne mère patrie.
Plus tard, Carl Erik Mannerheim, que l'on considère comme le Premier des premiers ministres de Finlande, dira dans ses mémoires que le déplacement de la capitale de Turku à Helsinki était de son avis une erreur, et que les opportunistes finlandais y avait vu des avantages.

### L'incendie de 1827
Les 4 et 5 septembre 1827, la ville est ravagée par le grand incendie de Turku,.
Plus de 2 500 bâtiments y sont détruits, soit les deux tiers de la ville.
À la suite de cette catastrophe, la planification de Turku est confiée à l’architecte Carl Ludwig Engel.
Celui-ci remplace les dernières traces de constructions médiévales par un plan quadrillé aux rues larges, droites et parallèles,.
Le centre-ville est toujours bâti selon les plans d'Engel.
Après l'incendie, l’université est transférée à Helsingfors, la ville perdant encore un peu de son influence, mais elle resta la plus peuplée de Finlande, jusque vers 1850.
En 1827, hormis le siège de l'archidiocèse de Turku tous les instruments du gouvernement central sont transférés à Helsinki après le grand incendie.
Le XIXe siècle est marqué par la reconstruction de la ville et par un réveil national, le Mouvement fennomane.
Il circule ce que l'on appelle le romantisme de Turku.

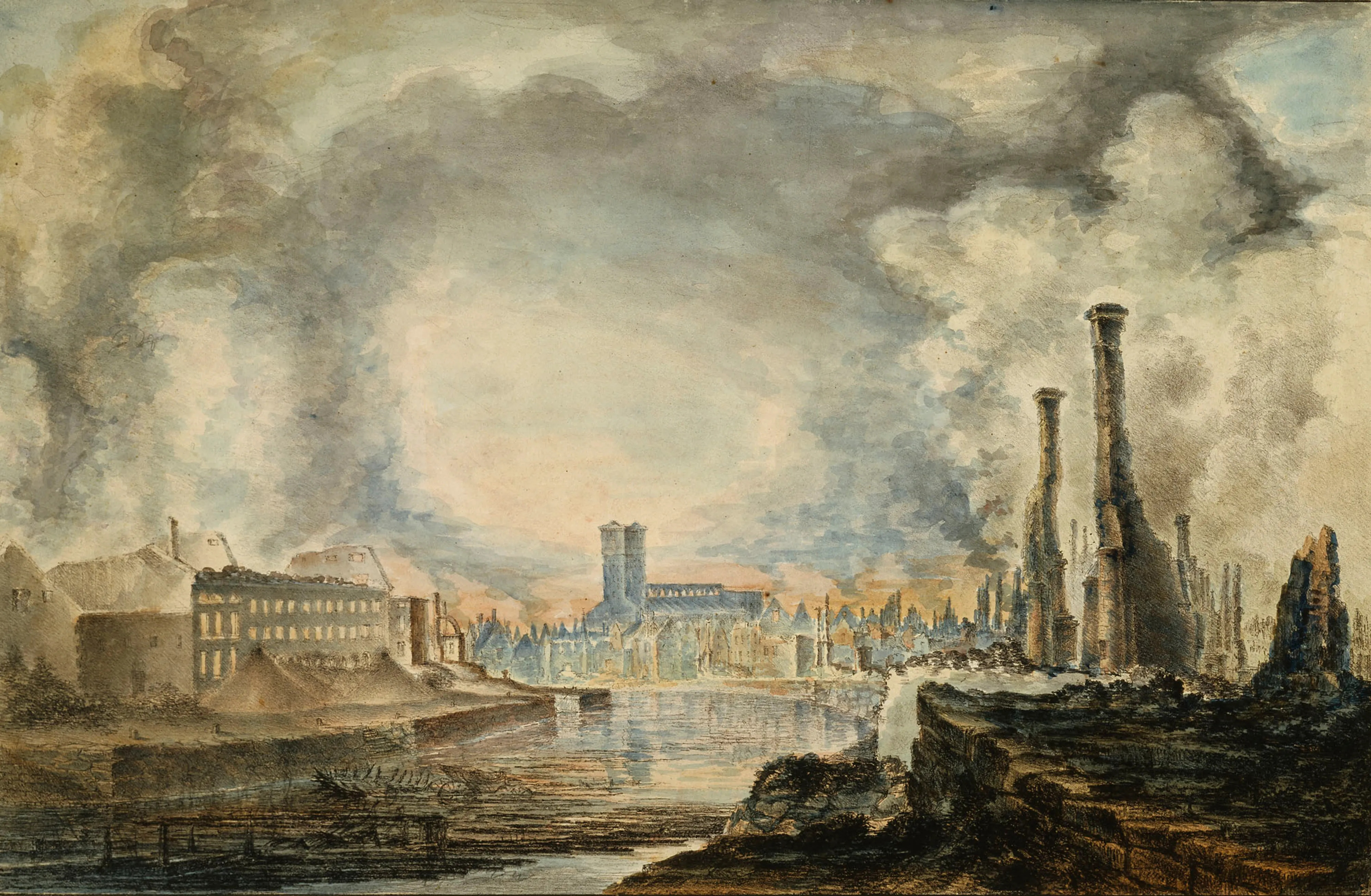
Turku durant le grand incendie de 1827
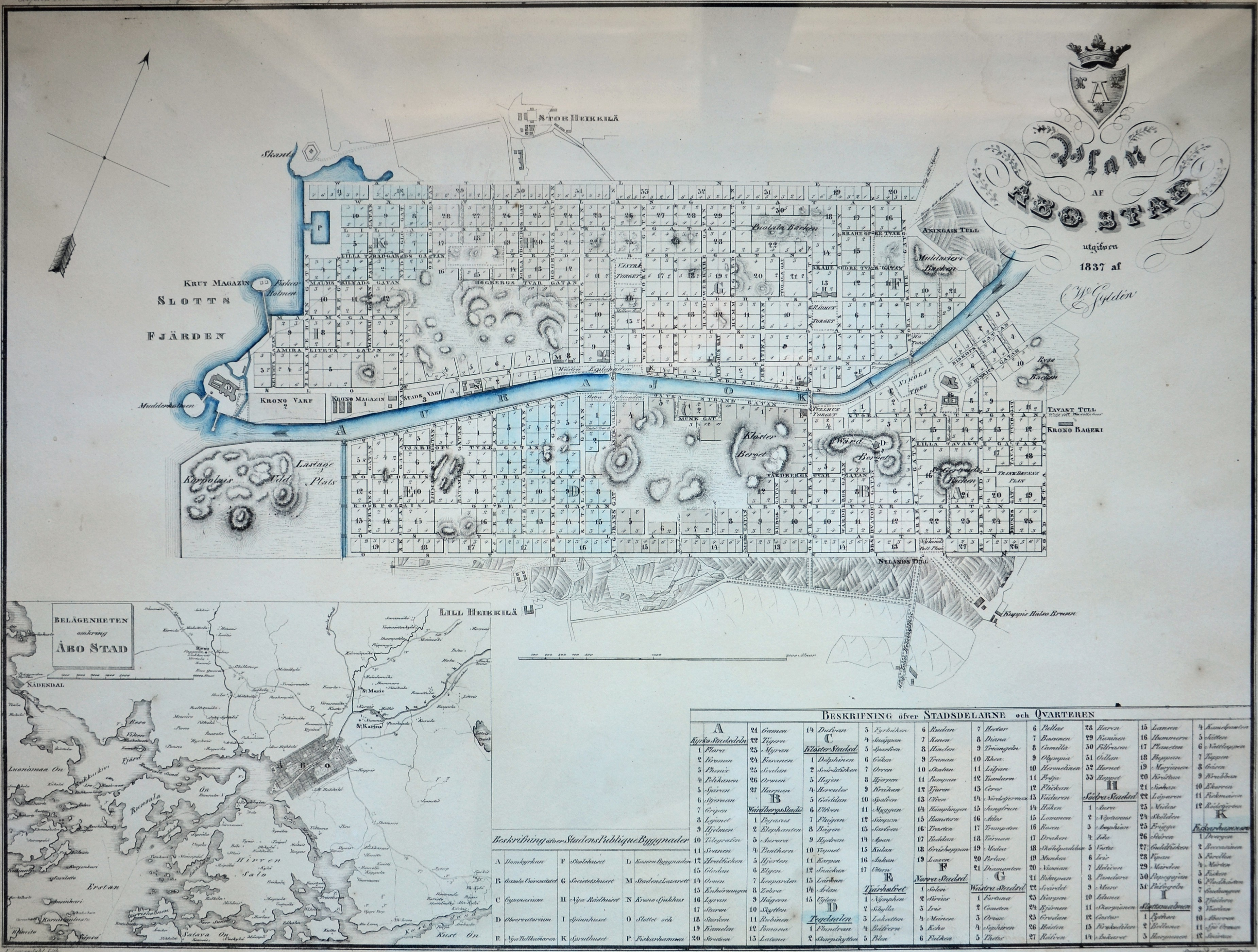
Plan d'Åbo Stad (1837)

### La période de l'indépendance

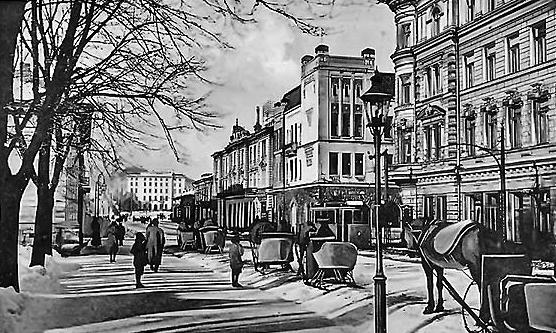
La rue Aurakatu au centre de Turku dans les années 1910.

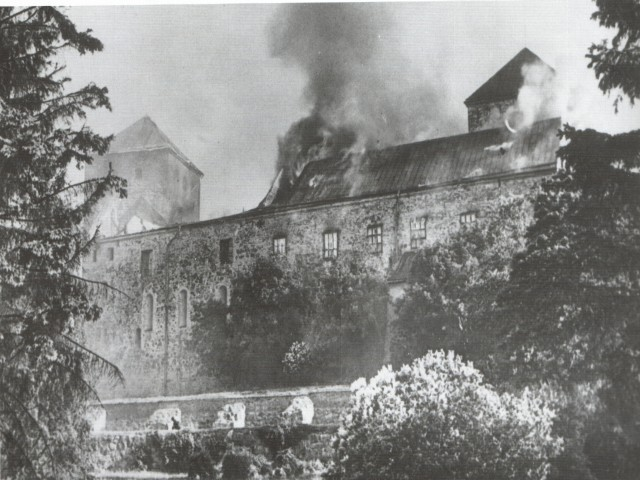
Le château de Turku en été 1941 après le bombardement par l'URSS.

La guerre civile éclate juste après la déclaration d'indépendance et Turku est comme les autres grandes villes sous administration des rouges.
Cependant la guerre est brève et au printemps 1918, les rouges se retirent de Turku.
Pendant la guerre d'Hiver et la guerre de Continuation Turku soufre des bombardements de l'URSS.
Entre-autres le château de Turku est très endommagé et le quartier de Martti est presque entièrement détruit.
Durant la guerre d'Hiver, l'URSS largue 4 000 bombes qui endommageront plus de 600 bâtiments.
Les bombardements tuent 52 personnes et en blessent 152.
Après Viipuri, Turku aura été la ville la plus bombardée pendant la guerre d'Hiver.
Après guerre, Le président Mannerheim était d'avis que la capitale devrait être transférée de Helsinki à Turku.
En effet, l'armistice de Moscou de 1944 oblige la Finlande à louer Porkkala comme base militaire à l'URSS.
Après les guerres, la population de Turku croit fortement avec la génération nombreuse du baby boom) et la migration des ruraux vers les villes
De nombreux anciens bâtiments seront remplacés par des immeubles modernes, ce que l'on appellera plus tard la maladie de Turku.
À la fin du XXe siècle et au début du XXIe siècle, Turku s'est développée comme ville de commerce et de voyage.

## Économie
Turku est le centre économique de la sous-région qui a une structure économique diversifiée qui s'appuie sur une offre de formation très large.
En 2006, le produit intérieur brut de Turku est de 30 572 € (pour toute la Finlande : 31 719 €/habitant).
Environ la moitié des firmes de développement de médicament et de diagnostic de Finlande sont situées dans la région de Turku.

### Les secteurs d'activité
À côté de l'industrie pharmaceutique, les points forts traditionnels de Turku et sa région sont particulièrement l'industrie de la construction navale (chantier naval de Perno) et l'industrie agroalimentaire.
De nouveaux arrivants sont les secteurs de l'informatique, de la logistique et des voyages.
La région de Turku a plusieurs clusters dont les plus importants sont le Cluster maritime de Finlande et le cluster des biotechnologies.
Parmi les sociétés cotées en bourse dont le siège social est situé dans la région de Turku, on peut citer Raisio, Teleste, Biotie Therapies et HKScan.
Parmi les 500 plus grandes entreprises finlandaises situées dans la région de Turku, on peut lister entre autres : HKScan, Meyer Turku, Assurances Veritas, Turun Osuuskauppa, Bayer, Raisio, Nordkalk, TS-Yhtymä, Turku Energia, Teleste, Maskun Kalustetalo, PerkinElmer, Fläkt Woods, Finnsementti, Leaf, Lämpöpuisto, Finnfeeds Finland, Burger-In et Felix Abba.

### Principaux secteurs d'emploi
En 2009 Turku a 94 188 emplois, qui se répartissent comme suit:
| Rang | Secteur                                             | Pourcentage | Rang | Secteur                                        | Pourcentage |
| ---- | --------------------------------------------------- | ----------- | ---- | ---------------------------------------------- | ----------- |
| 1.   | Services de santé et services sociaux               | 18,1 %      | 12.  | Autres services                                | 3,1 %       |
| 2.   | Commerce                                            | 11,4 %      | 13.  | Secteur bancaire et financier                  | 2,3 %       |
| 3.   | Industrie                                           | 10,3 %      | 14.  | Arts et loisirs                                | 2,1 %       |
| 4.   | Éducation                                           | 8,9 %       | 15.  | Secteur immobilier                             | 1,1 %       |
| 5.   | Services administratifs                             | 8,6 %       | 16.  | Eau, égouts, eaux usées et gestion des déchets | 0,5 %       |
| 6.   | Logistique                                          | 6,8 %       | 17.  | Agriculture, sylviculture et pisciculture      | 0,4 %       |
| 7.   | Activités spécialisées, scientifiques et techniques | 6,5 %       | 18.  | Électricité, gaz, chauffage, climatisation     | 0,2 %       |
| 8.   | Secteur public, défense nationale, sécurité sociale | 5,9 %       | 19.  | Mines et carrières                             | 0,0 %       |
| 9.   | Industrie de la construction                        | 5,6 %       | 20.  | Emplois par particuliers                       | 0,0 %       |
| 10   | Information et communication                        | 3,6 %       | 21.  | Organisations et organismes internationaux     | 0,0 %       |
| 11.  | Hébergement et restauration                         | 3,6 %       | 22.  | inconnu                                        | 1,0 %       |

### Principales sociétés
En 2020, les principales entreprises de Turku par chiffre d'affaires sont :
| Société                       | C.A.   |
| ----------------------------- | ------ |
| Meyer Turku Oy                | 968 M€ |
| Bayer Oy                      | 956 M€ |
| HKScan Finland Oy             | 689 M€ |
| Turun Osuuskauppa             | 595 M€ |
| Motonet Turku                 | 351 M€ |
| Turku Energia Oy              | 229 M€ |
| Wallac Oy                     | 192 M€ |
| Lämpöpuisto Oy                | 183 M€ |
| Paloheimo Asset Management Oy | 167 M€ |
| Me Group Oy Ltd Ab            | 167 M€ |

## Politique et administration

### Évolution démographique
| 1860   | 1870   | 1880   | 1890   | 1900   | 1910   | 1920   |
| ------ | ------ | ------ | ------ | ------ | ------ | ------ |
| 16 870 | 19 617 | 23 947 | 30 096 | 31 658 | 41 993 | 45 408 |

| 1930   | 1940   | 1950    | 1960    | 1970    | 1980    | 1990    |
| ------ | ------ | ------- | ------- | ------- | ------- | ------- |
| 53 681 | 65 475 | 100 514 | 123 285 | 155 069 | 163 933 | 159 539 |

| 2000    | 2005    | 2012    | 2013 | 2014    | 2015    | 2017    |
| ------- | ------- | ------- | ---- | ------- | ------- | ------- |
| 172 107 | 174 824 | 179 529 | -    | 184 112 | 184 300 | 187 637 |

| 2020    | 2022    | - | - | - | - | - |
| ------- | ------- | - | - | - | - | - |
| 192 794 | 195 047 | - | - | - | - | - |

### Répartition des sièges du conseil municipal
Pour la période 2012-2016, à la suite des élections municipales de 2012, le partage des sièges du conseil municipal de Turku est le suivant :
| Parti | Parti                                   | Sièges 2012 | Écart Sièges 2012-2008 | Pourcentage de voix | Écart pourcentage de voix |
| ----- | --------------------------------------- | ----------- | ---------------------- | ------------------- | ------------------------- |
|       | Parti de la Coalition nationale         | 19          | 0                      | 25,8 %              | -1,7                      |
|       | Parti social-démocrate de Finlande      | 14          | -1                     | 20,3 %              | -1,6                      |
|       | Ligue verte                             | 10          | -1                     | 14,5 %              | -1,4                      |
|       | Alliance de gauche                      | 9           | -1                     | 13,4 %              | -0,7                      |
|       | Vrais Finlandais                        | 6           | +4                     | 9,2 %               | +5,9                      |
|       | Parti du centre                         | 4           | +1                     | 5,9 %               | +0,7                      |
|       | Parti populaire suédois de Finlande     | 3           | -1                     | 5,3 %               | -0,6                      |
|       | Chrétiens-démocrates                    | 1           | -1                     | 2,0 %               | -0,8                      |
|       | Liste unis bleus-blancs et indépendants | 1           | -                      | 1,8 %               | -                         |
|       | Parti communiste de Finlande            | 0           | 0                      | 0,7 %               | 0,0                       |
|       | Parti pirate                            | 0           | 0                      | 0,6 %               | +0,6                      |
|       | Muutos 2011                             | 0           | 0                      | 0,3 %               | +0,3                      |
|       | Liste unique Parti progressiste         | 0           | -                      | 0,2 %               | -                         |
|       | Parti de l'indépendance (Finlande) (fi) | 0           | 0                      | 0,1 %               | +0,1                      |
|       | Parti des travailleurs (Finlande) (fi)  | 0           | 0                      | 0,1 %               | +0,1                      |
|       | Kimmo Sjöholm                           | 0           | -                      | 0,0 %               | -                         |

## Culture et éducation
Turku a été choisie comme Capitale européenne de la culture 2011 et a organisé les Européade en 2017.

### Religion

Localisation de Turku.

Turku abrite plusieurs communautés religieuses et elle demeure le siège de l’Église luthérienne finlandaise.
L'Église évangélique-luthérienne de Finlande a 8 paroisses à Turku.
Parmi les autres mouvements luthériens actifs à Turku, il y a l'Association luthérienne évangélique de Finlande (fi), l'Association piétiste du Réveil (fi), le læstadianisme et la Société nationale de la Bible (fi).
Les autres mouvements chrétiens sont l'Église catholique de Finlande et l'Église orthodoxe de Finlande,.
D'autres communautés religieuses importantes de Turku sont la communauté juive, la communauté Bouddhiste Vietnamienne, et la communauté musulmane,,.

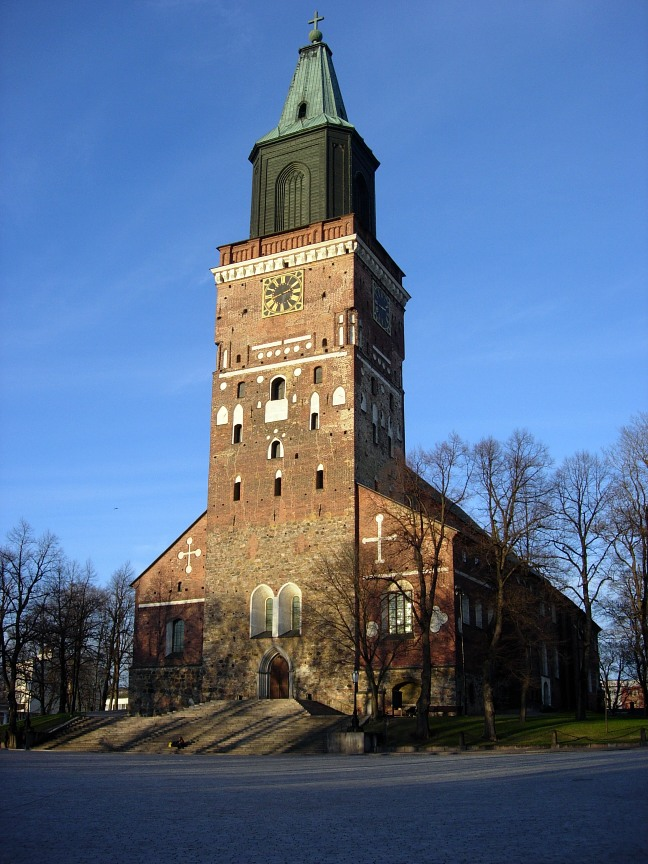
La cathédrale de Turku
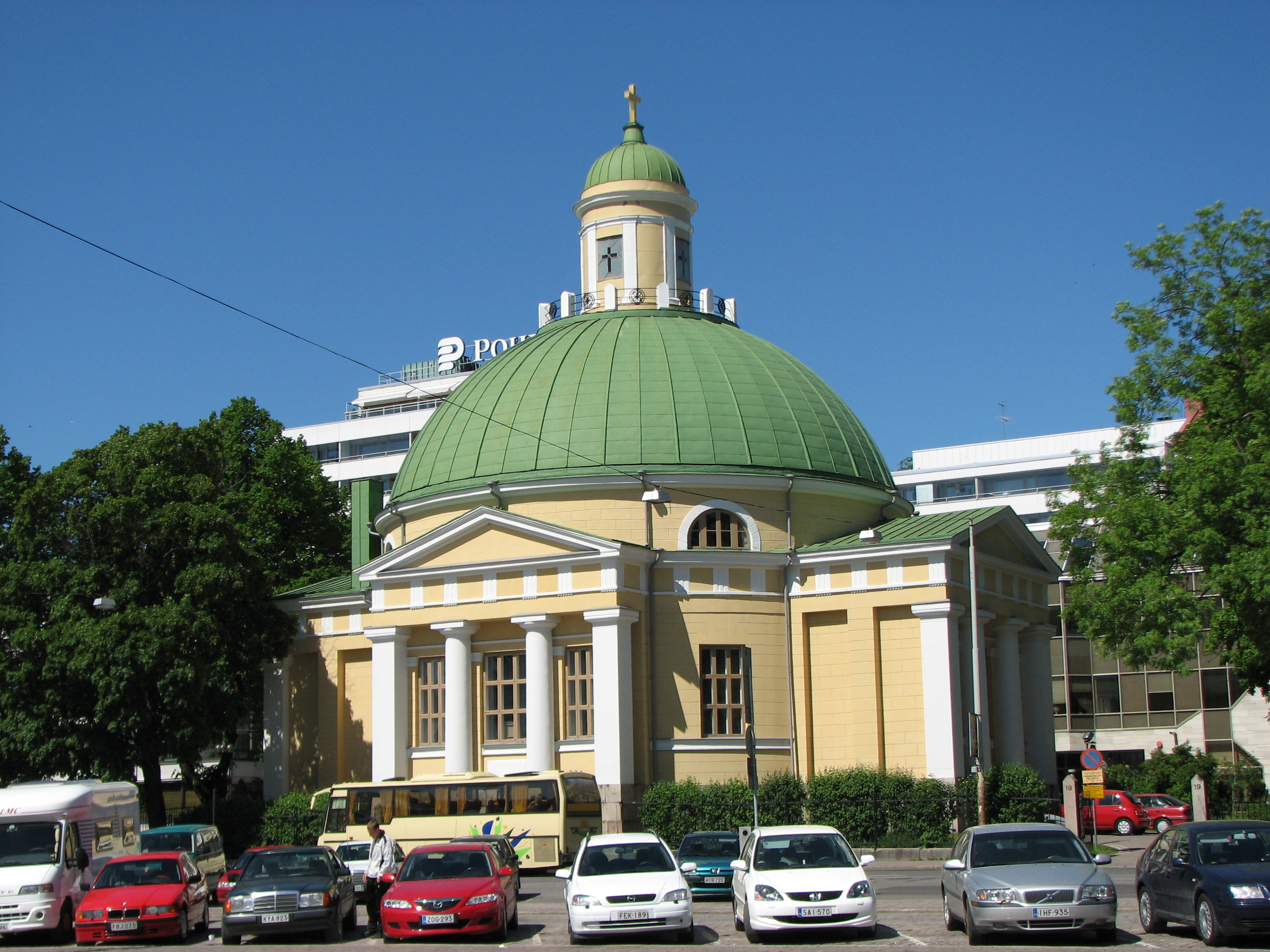
L'église orthodoxe de Turku
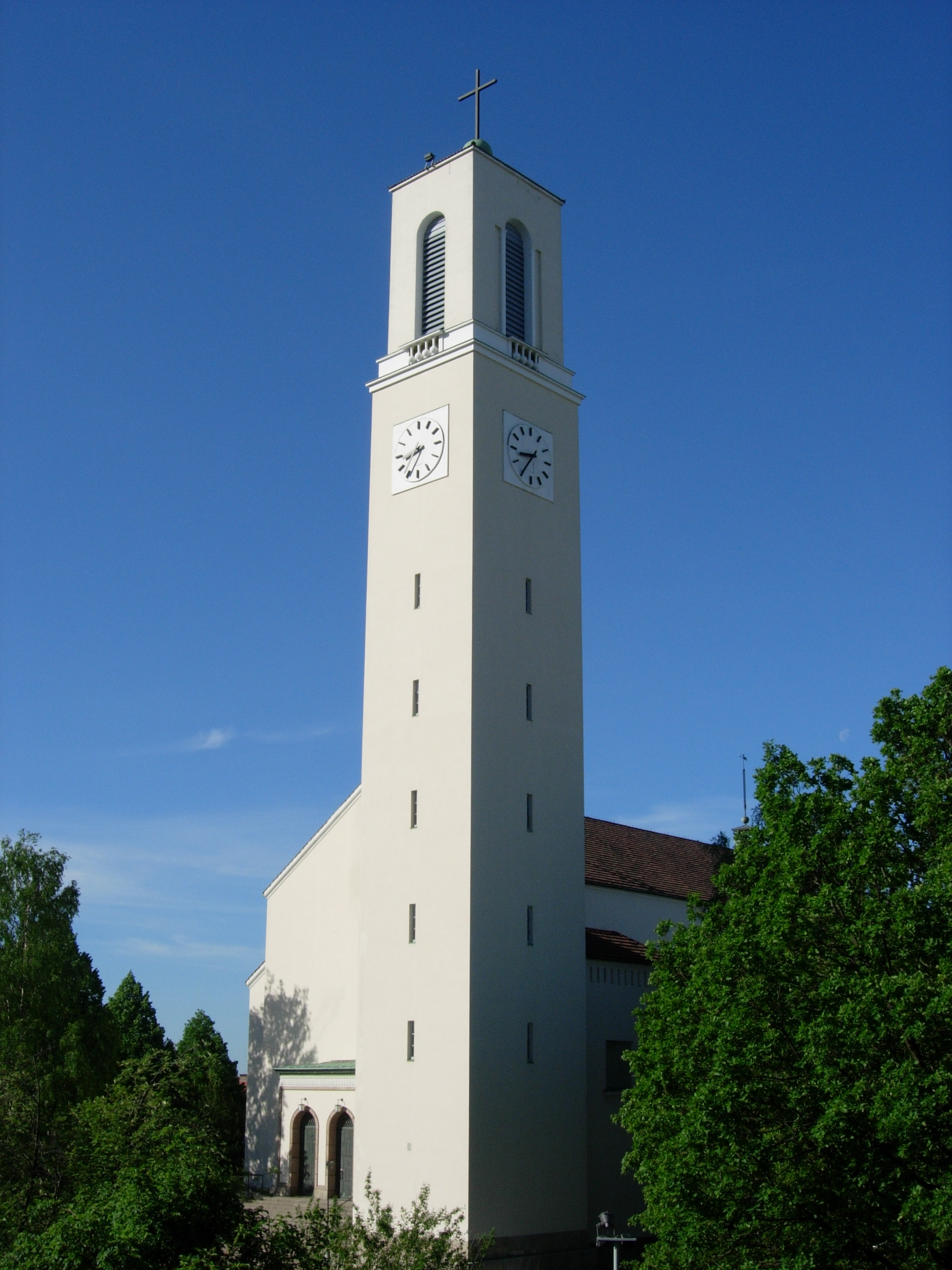
L'église de Martti
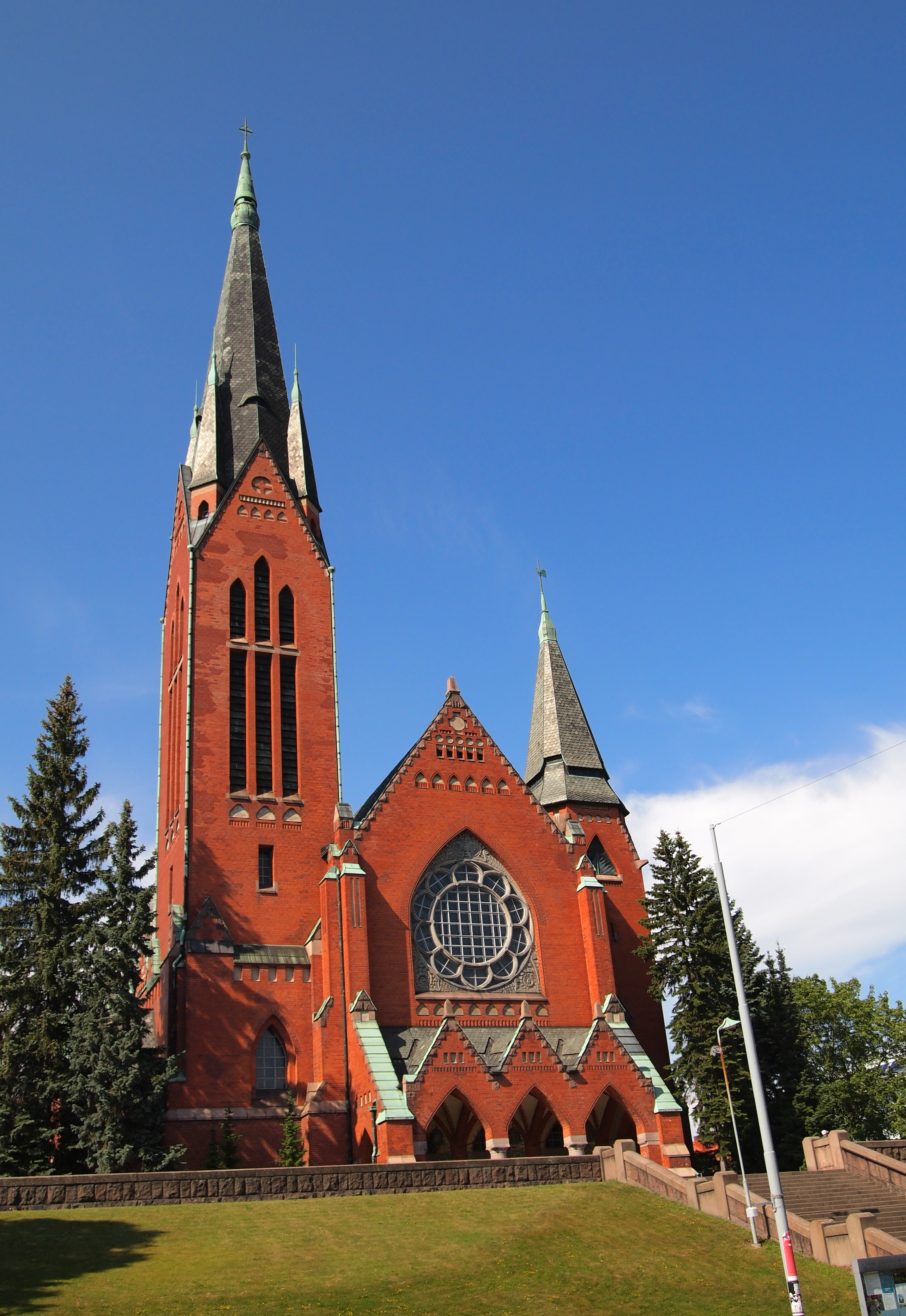
L'église Mikael de Turku
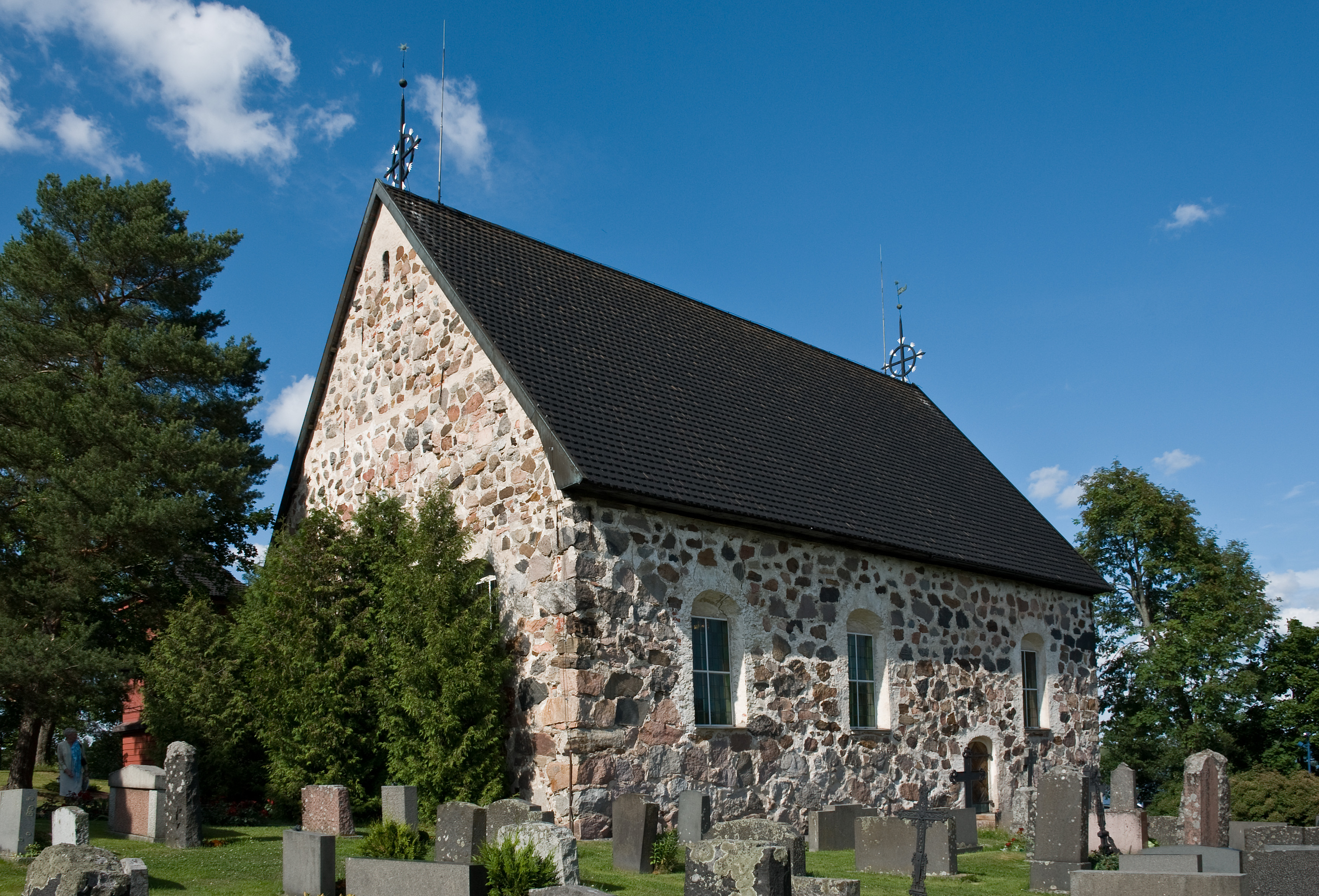
L'église de Kakskerta
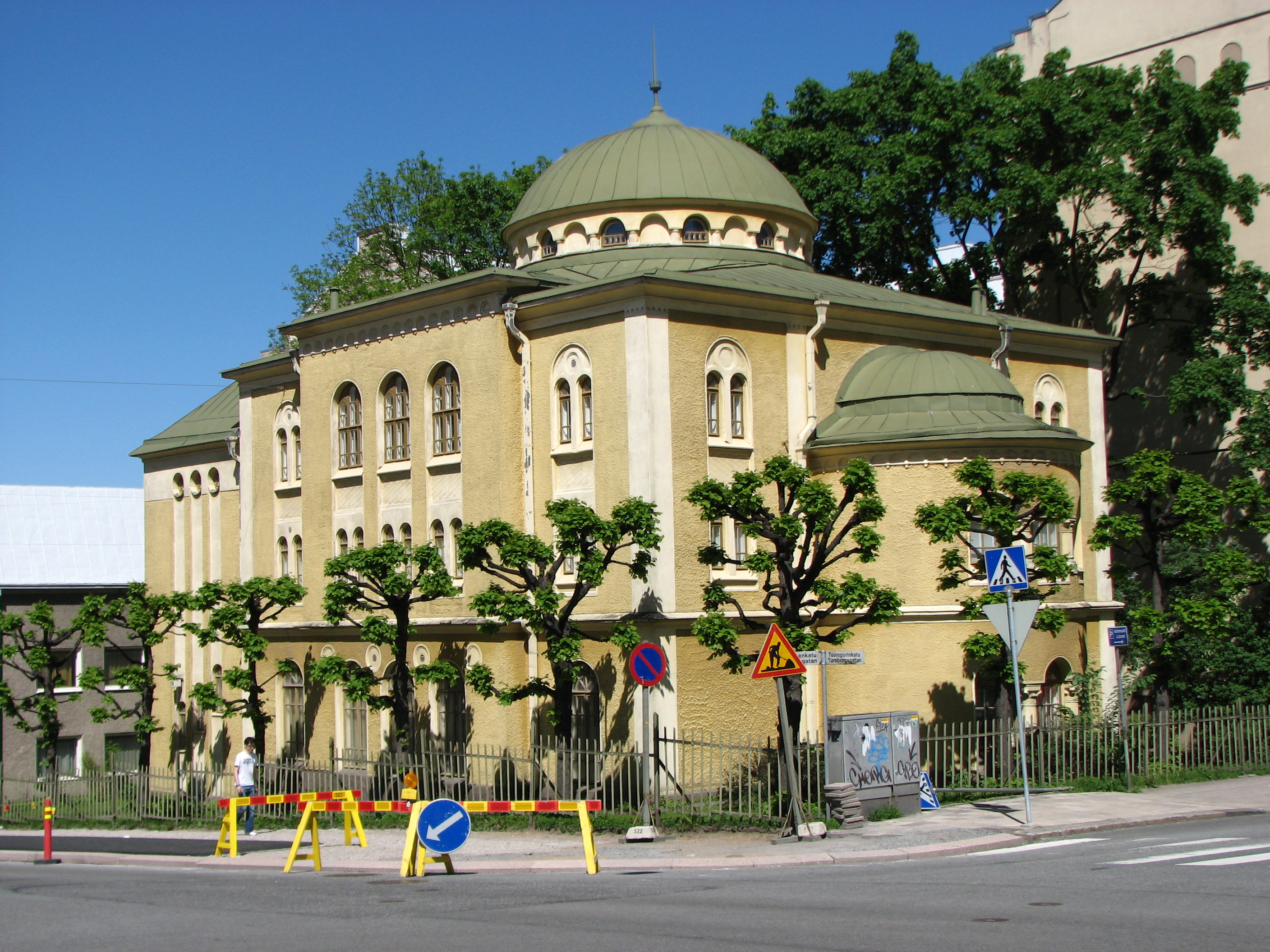
La synagogue de Turku
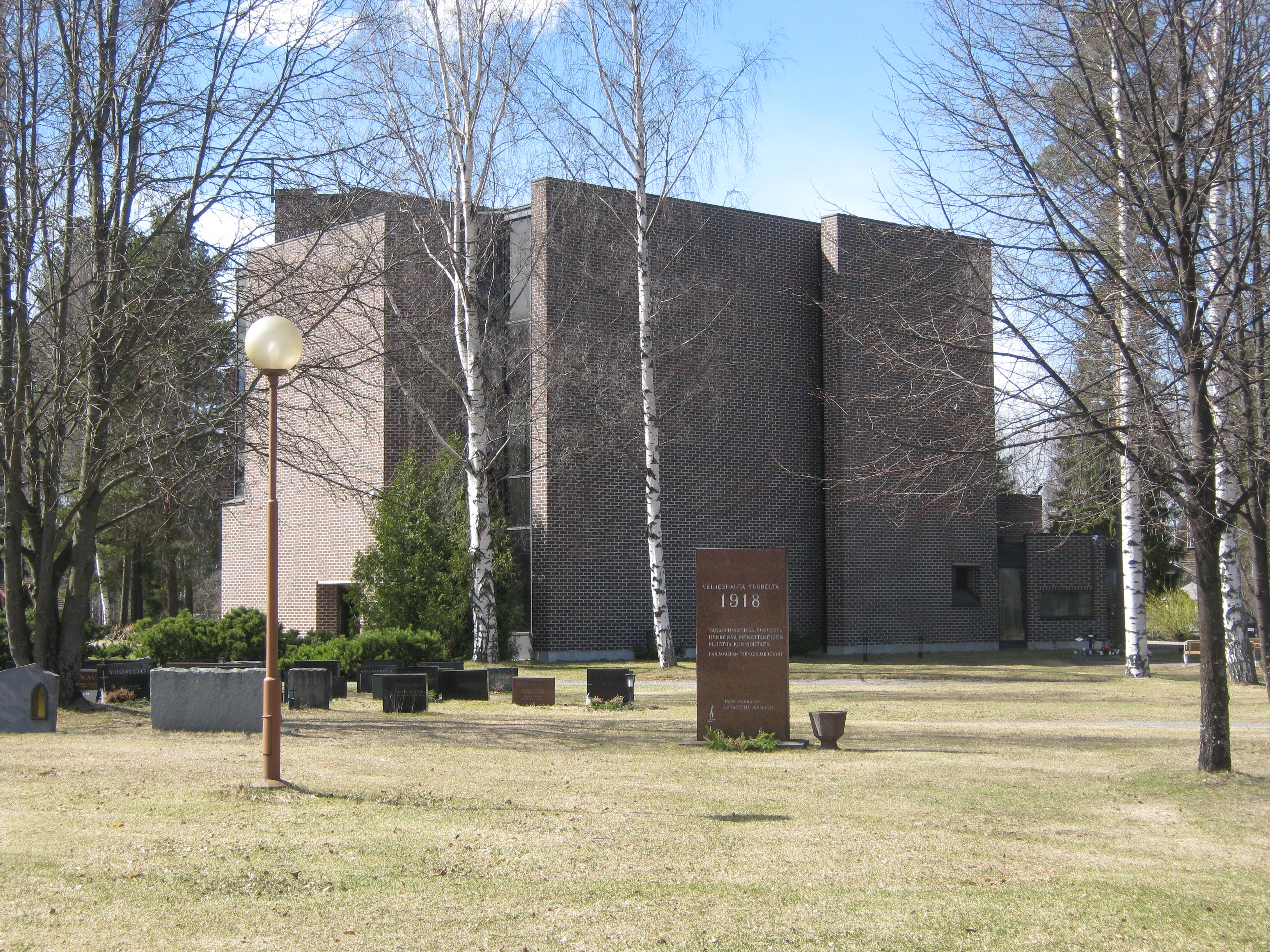
L'église d'Harjavalta
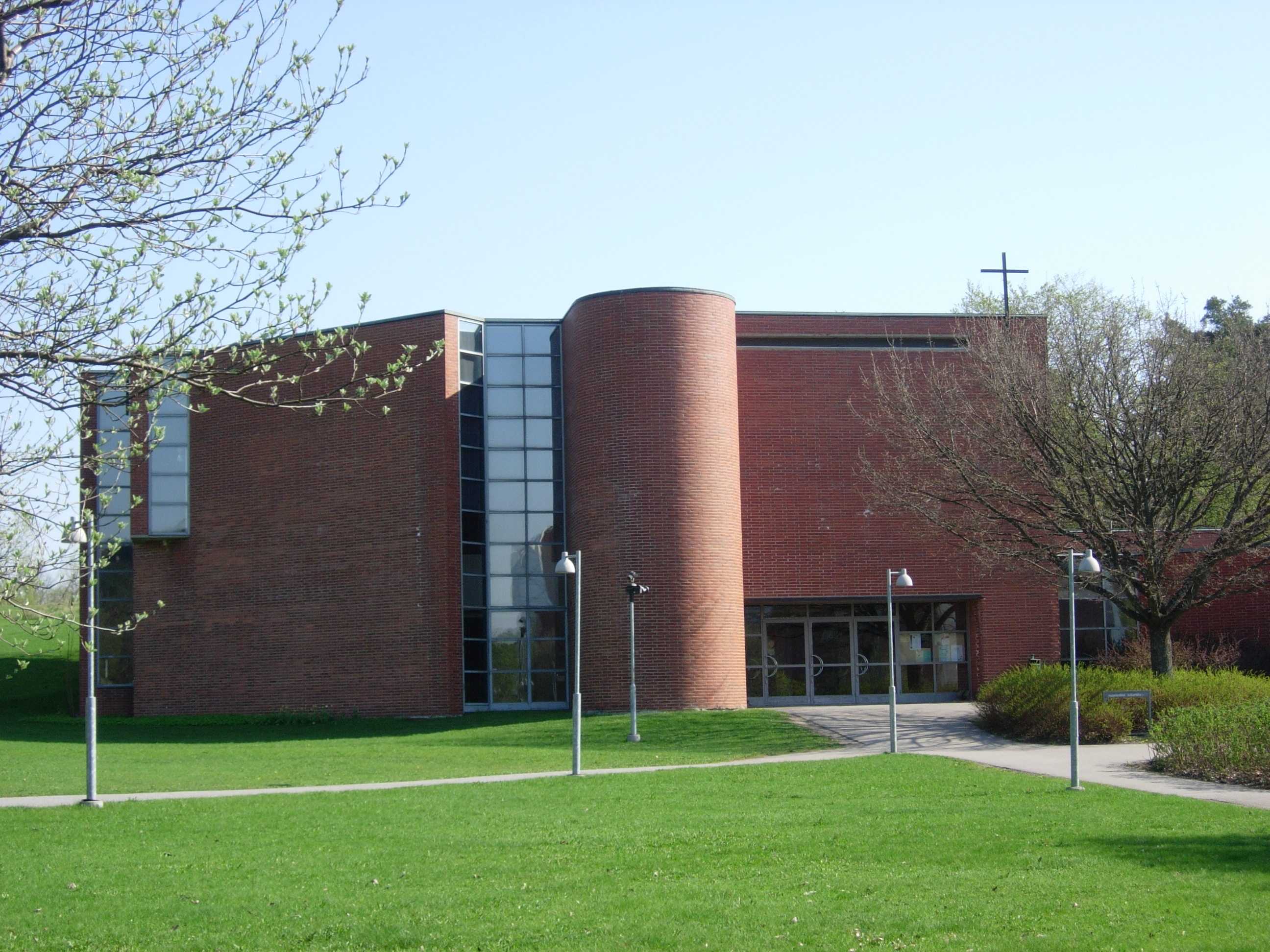
Église Saint-Henri de Turku
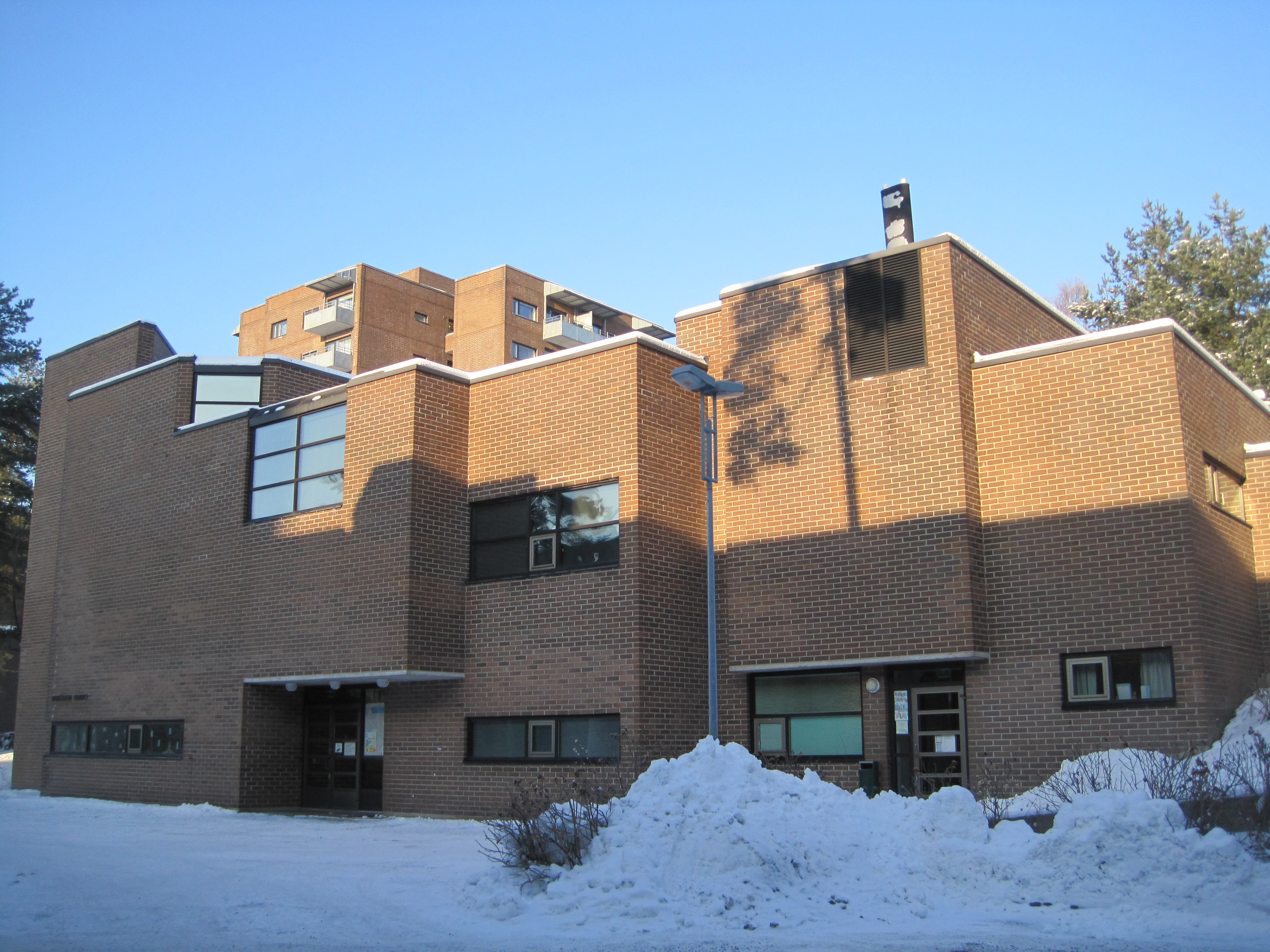
Église de Varissuo
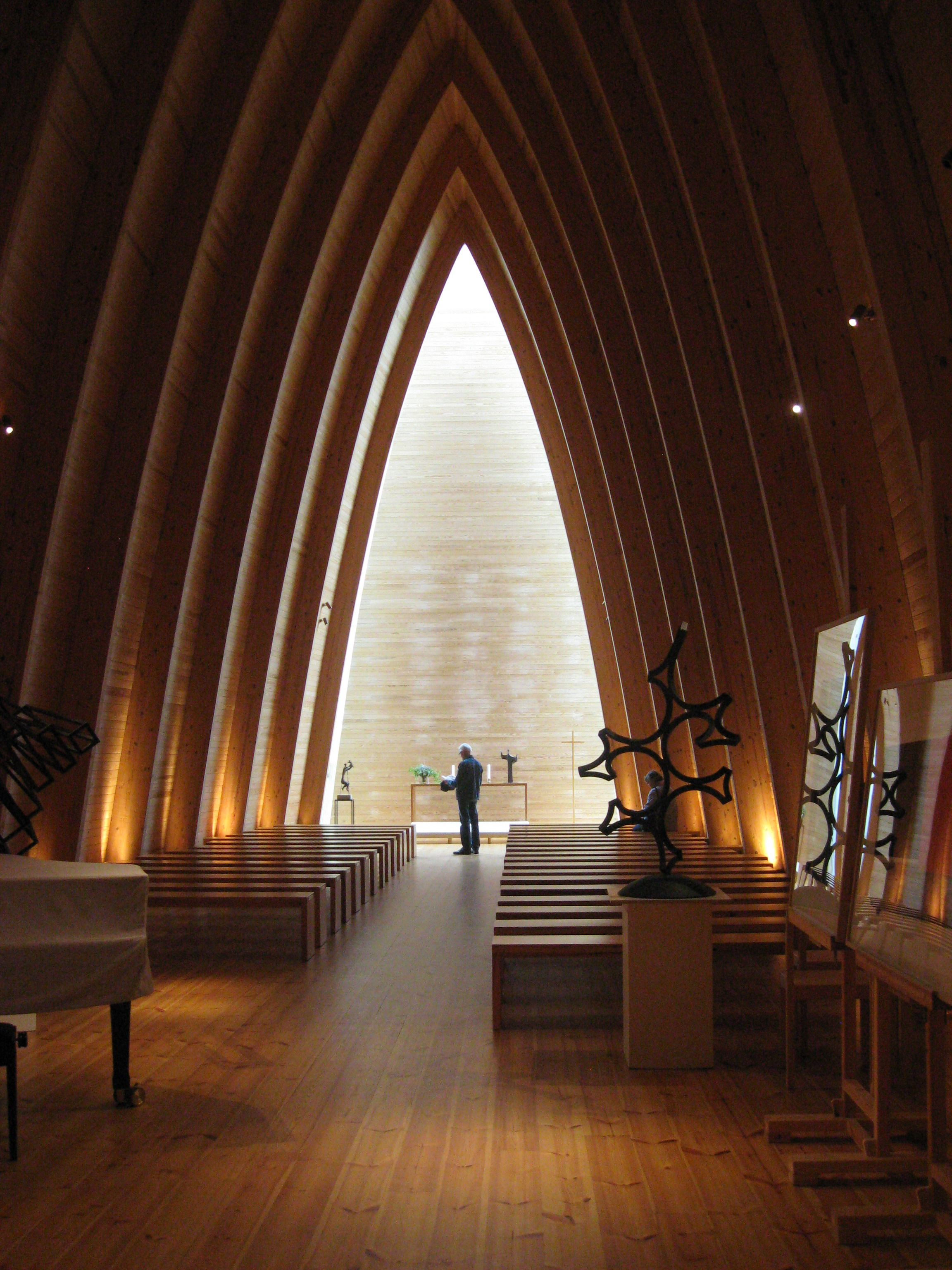
Chapelle œcuménique de Turku
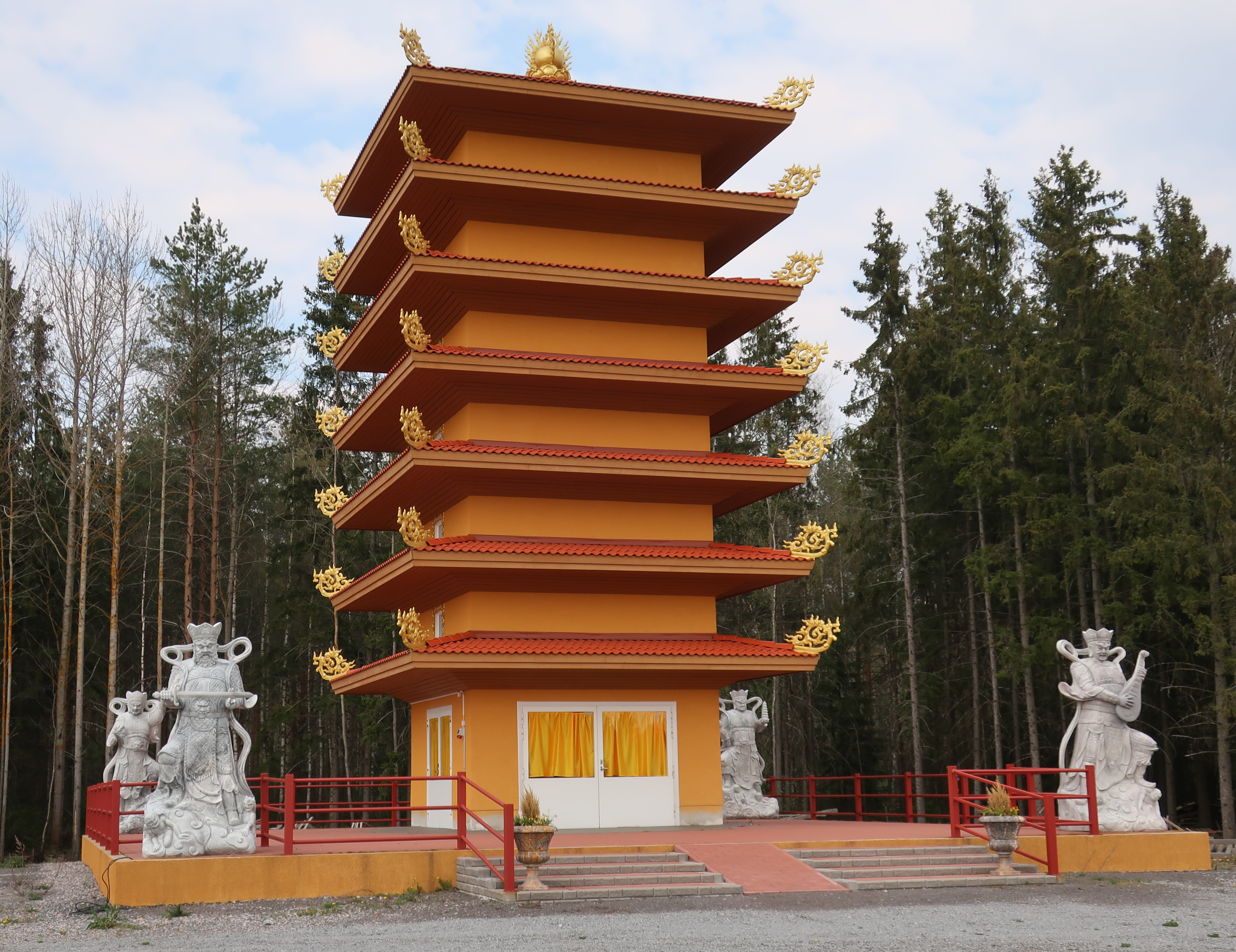
Pagode du Monastère de Liên Tâm

### Éducation
La municipalité de Turku assure les enseignements primaire et secondaire en finnois, suédois et anglais,.
À côté des enseignements gérés par la municipalité, il existe d'autres établissements comme, entre autres, l'école normale de Turku de l'université de Turku, l'Institut des migrations et l'école Steiner de Turku (fi).
Les principaux établissements d'enseignement supérieur de Turku sont :
| Établissement d’enseignement supérieur             | Nombre d'étudiants à Turku (2008) | Nombre d'étudiants à Turku (2012) |
| -------------------------------------------------- | --------------------------------- | --------------------------------- |
| Université de Turku                                | 15 483                            | 20 227                            |
| Université des sciences appliquées de Turku        | 9 213                             | 9 500                             |
| Académie d'Åbo                                     | 6 110                             | 6 450                             |
| École de commerce de Turku                         | 2 258                             | -                                 |
| Université des sciences appliquées Novia           | 1 105                             | 1 220                             |
| Université des sciences appliquées Diakonia        | 251                               | 3 000                             |
| Université humaniste des sciences appliquées Humak | 91                                |                                   |
| Total                                              | 34 511                            |                                   |
| Sources                                            | ,                                 | ,                                 |

L’académie des Arts de Turku est connue de par le monde, notamment, pour son département de cinéma d’animation (auparavant intégré à l’école d’Art et de Communication de Turku).

### Jumelages
La ville poursuit une politique de jumelage très active, recherchant les relations avec des secondes villes de leur pays, des centres religieux ou d’anciennes capitales.
En 2020, les villes jumelles de Turku sont:
| Ville | Ville       | Pays | Pays      | Période     |
| ----- | ----------- | ---- | --------- | ----------- |
|       | Aarhus      |      | Danemark  | depuis 1946 |
|       | Bergen      |      | Norvège   | depuis 1946 |
|       | Bratislava, |      | Slovaquie | depuis 1976 |
|       | Cologne     |      | Allemagne | depuis 1967 |
|       | Constanța   |      | Roumanie  | depuis 1958 |
|       | Florence,   |      | Italie    | depuis 1992 |
|       | Gdańsk      |      | Pologne   | depuis 1987 |
|       | Göteborg    |      | Suède     | depuis 1946 |
|       | Kharkiv     |      | Ukraine   | depuis 2022 |
|       | Rostock,    |      | Allemagne | depuis 1958 |
|       | Szeged,     |      | Hongrie   | depuis 1971 |
|       | Tartu       |      | Estonie   | depuis 2008 |
|       | Varna       |      | Bulgarie  | depuis 1963 |

### Sports
Comme dans la plupart des villes du pays, le sport le plus populaire à Turku est le hockey sur glace ; le TPS Turku évolue dans la plus haute division du pays (SM-liiga) et a remporté le championnat dix fois. Un deuxième club professionnel évolue également à Turku, le TuTo Turku, en seconde division. L’ex-capitaine des Canadiens de Montréal, Saku Koivu est natif de Turku.
Le football a aussi une place importante en ville, avec l’Inter Turku et le TPS (ce dernier faisant partie de la même organisation que le club de hockey), deux clubs évoluant au sein de la Veikkausliiga. Cette tendance a été confirmée par la construction en 1997 du stade Paavo-Nurmi.
Turku est aussi le lieu de naissance de la ringuette en Finlande. En 1979, Juhani WahlstenIl crée quelques équipes à Turku. Le premier club de ringuette est le Ringetteläisiä Turun Siniset. Le premier tournoi national a lieu le 13 décembre 1980 dans la ville. L'Association locale de ringuette est fondé en 1981 à Turku et fait venir plusieurs entraîneurs canadiens afin de faire de la formation. En 1983, l'association nationale de ringuette de Finlande est fondé à Turku. Les prochains championnats mondiaux des clubs de ringuette se tiendront à Turku, du 27 décembre 2011 au 1er janvier 2012.

### Personnalités de la ville
- Hemminki Maskulainen (né vers 1550 à Turku), prêtre et auteur de cantiques ;
- Herman Spöring (1733-1771), explorateur, naturaliste et illustrateur finlandais
- Johan Gadolin (1760-1852), chimiste finlandais. La gadolinite porte son nom.
- Nikolaï Boman (1845-1923), maître charpentier et fabricant de meubles finlandais.
- Paavo Nurmi (1897-1973), alias le « Finlandais volant », athlète finlandais né à Turku ;
- Aino Forsten (1885-1937), femme politique ;
- Gunnel Nyman (1909-1948), designer finlandaise, née à Turku ;
- Paavo Aitio (1918-1989), homme politique ;
- Arto Salomaa (1934-2025), mathématicien et informaticien théoricien finlandais, né à Turku ;
- Jarno Saarinen (1945-1973), pilote de vitesse moto, champion du Monde en 1972 ;
- Mauno Koivisto (1923-2017), 9e président de la République de Finlande ;
- Henry Leppä (1947-), joueur professionnel de hockey sur glace ;
- Teuvo Lansivuori (1945-), pilote de vitesse moto ;
- Stefan Ingves (1953-), gouverneur de la Banque de Suède ;
- Katharina Bosse (1968-), photographe ;
- Saku Koivu (1974-), joueur de hockey de la NHL, retraité ;
- Darude (1975-), producteur et disc jockey de dance ;
- Miikka Kiprusoff (1976-), ancien gardien de but de l’équipe de hockey des Flames de Calgary ;
- Mikko Koivu (1983-), capitaine de l’équipe de hockey du Wild du Minnesota, retraité ;
- Jere Uronen (1994-), joueur de football professionnel au Stade brestois 29 et international finlandais
- Robin (chanteur) (1998-), chanteur de pop ;
- Helena Gualinga (2002-), militante écologiste équatorienne, a effectué ses études secondaires à Turku[62] ;
- Kaapo Kakko (2001-), joueur de hockey de la NHL, évoluant actuellement[Quand ?] pour les Rangers de New York.

## Paysage urbain

### Environnement

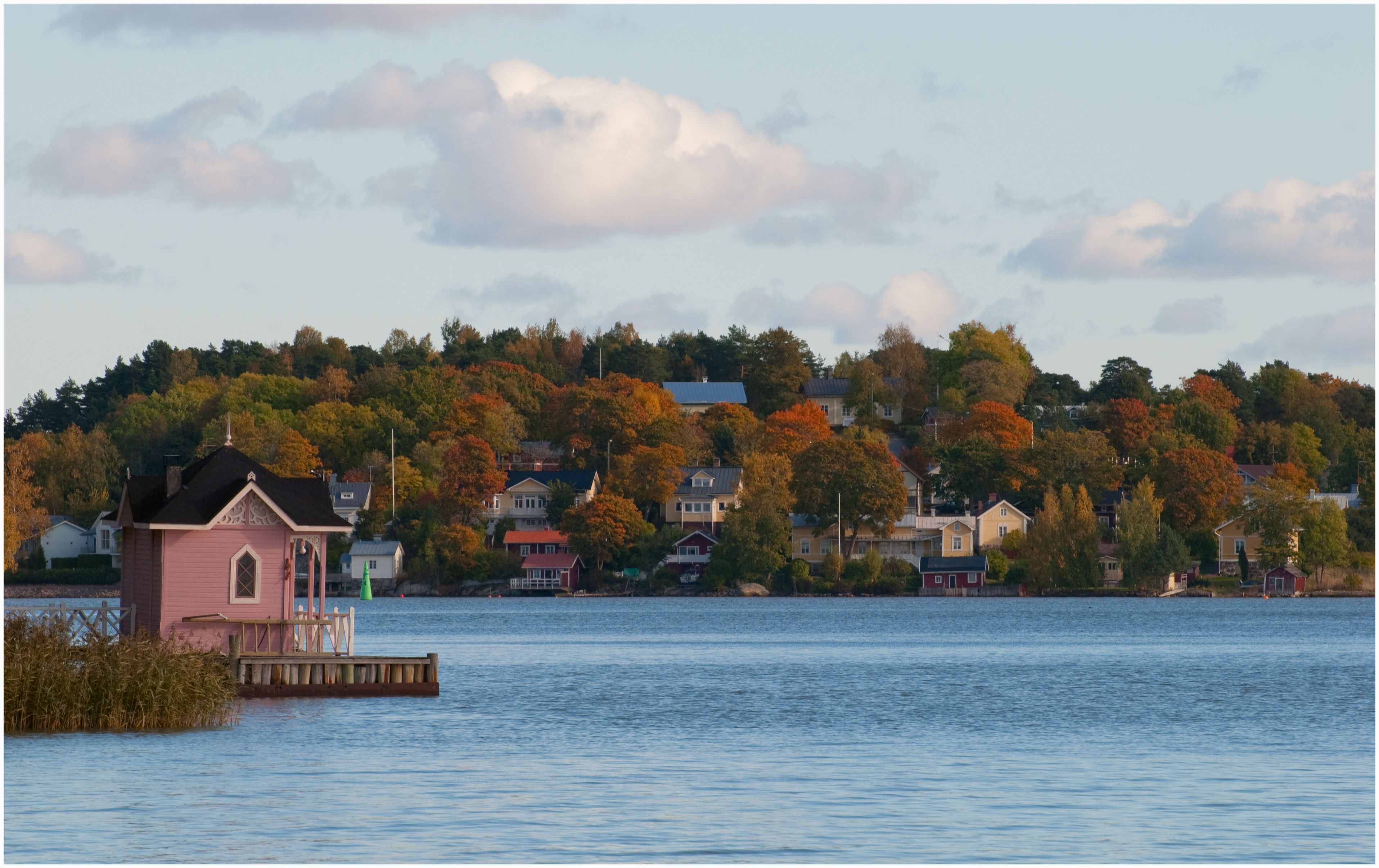
Ruissalo et Pikisaari en 2009.

La superficie de Turku est de 306,37 km2 dont 60,7 km2 d'eau.
Les communes voisines de Turku sont Aura, Kaarina, Lieto, Masku, Mynämäki, Naantali, Nousiainen, Pöytyä, Raisio et Rusko.
Les collines du sud au nord sont Kakolanmäki, Puolalanmäki, Samppalinnanmäki, Aninkaistenmäki, Yliopistonmäki, Vartiovuorenmäki et Kerttulinmäki.
Le point culminant de la ville est Karhunsauna (89 mètres d'altitude) qui se trouve sur Tortinmäki.
L’étendue nord-sud de Turku est de 45 km.
La partie la plus septentrionale est le quartier de Paattinen intégré en 1973 et le parc national de Kurjenrahka.
La largeur maximale de Turku est de 15 km.
La partie occidentale de Turku est formé d'îles dont les plus étendues sont Ruissalo, Hirvensalo, Satava et Kakskerta.
L'île de Ruissalo est très précieuse par son histoire et par sa diversité naturelle elle est l'un des sites protégés les plus importants de Finlande, elle est intégrée au réseau Natura 2000
Turku possède aussi la moitié de l'île Pähkinäinen à Naantali

### Architecture

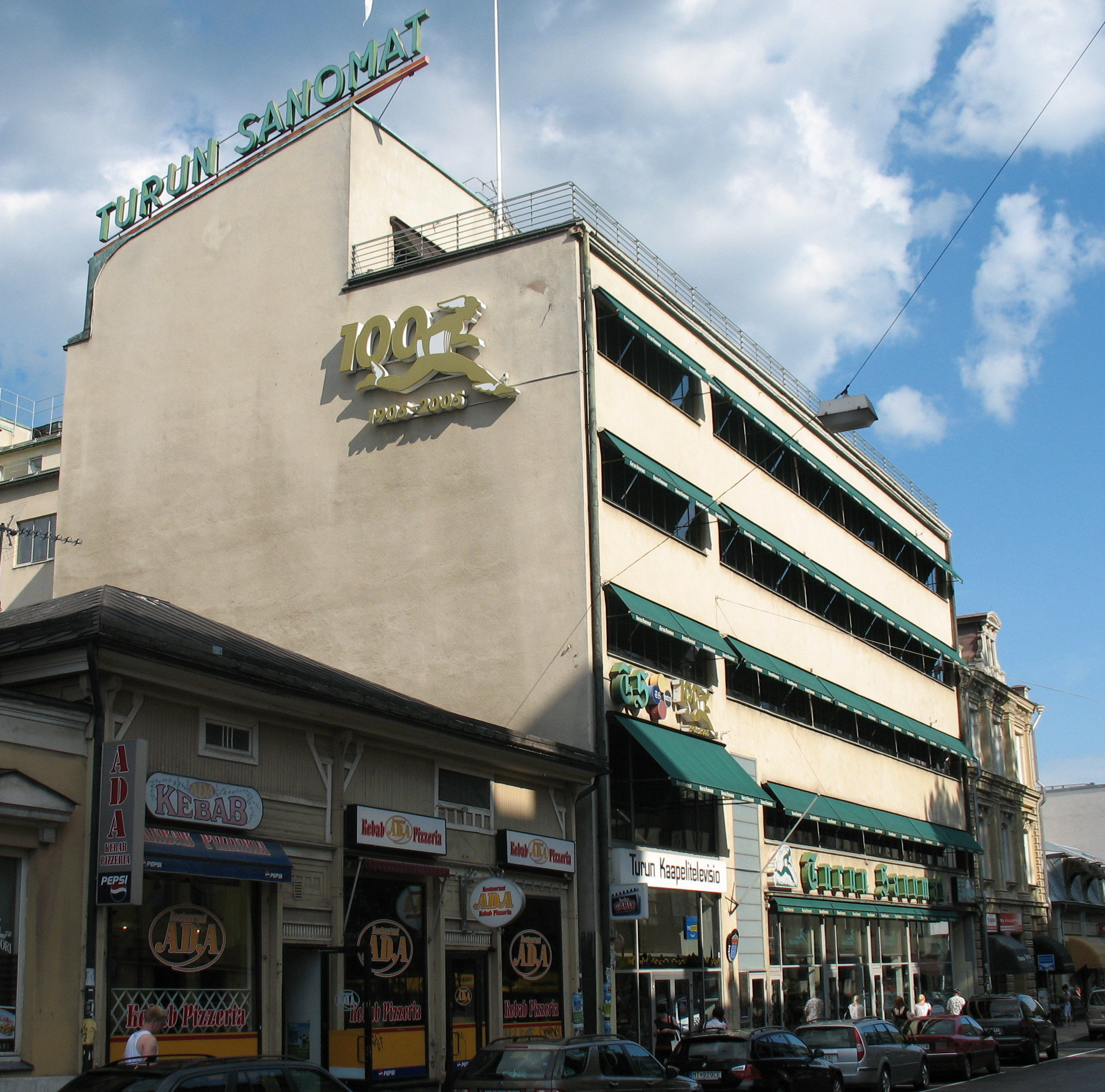
L'immeuble de Turun Sanomat.

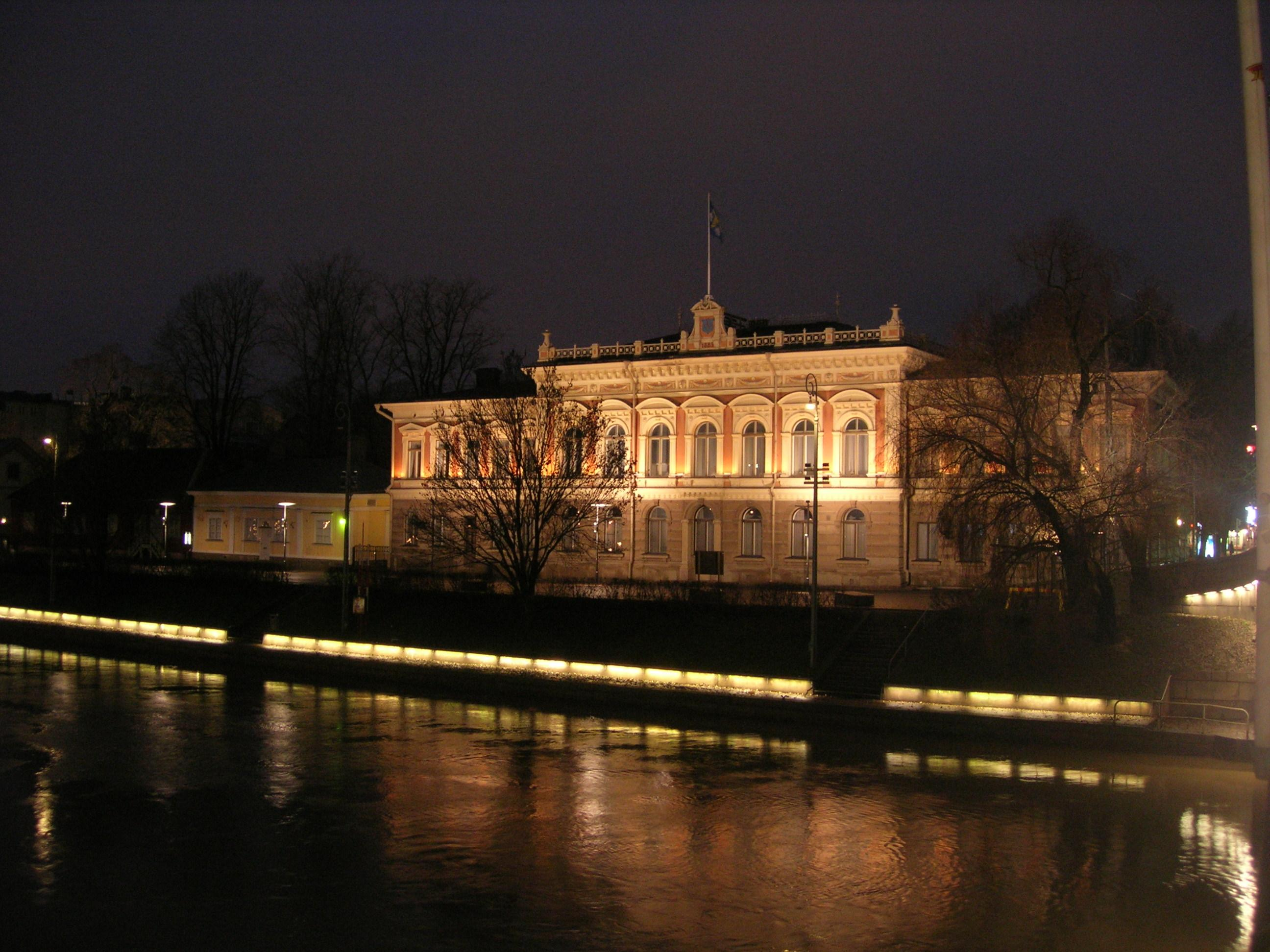
L'hôtel de ville de Turku.

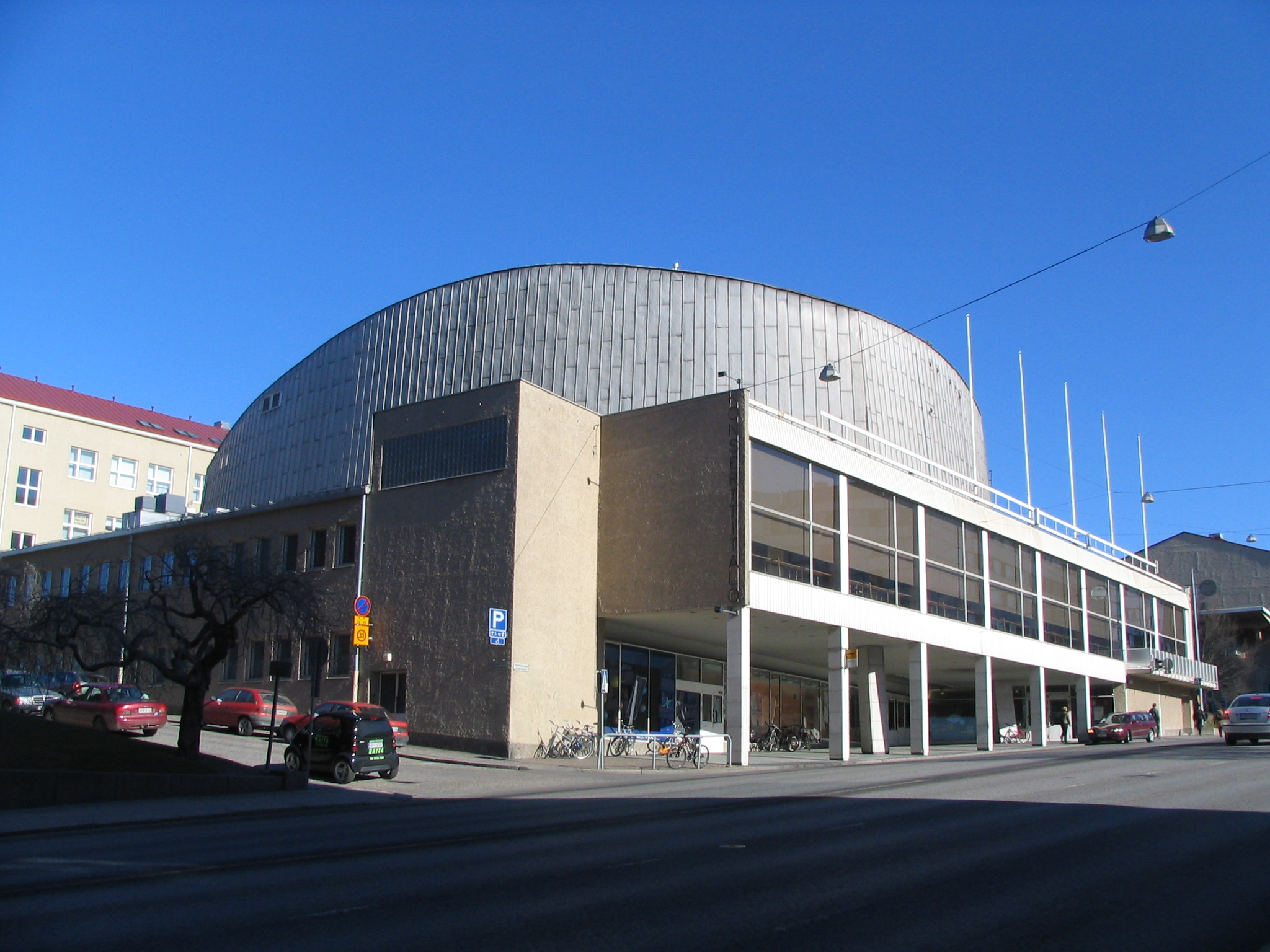
Le palais des concerts.

La cathédrale de Turku et le château de Turku datent du Moyen Âge et sont les plus anciens bâtiments de ville.
Le plus ancien plan d'urbanisme de la ville date du début du XVIIe siècle.
En 1652, sur les ordres de Per Brahe, le géomètre Hans Hansson élabore un premier plan cadastral.
En 1828, à la suite du grand incendie Carl Ludwig Engel actualise le plan de la ville.
Il reste quelques bâtiments ayant résisté à l'incendie dont la Maison académique et la zone de maisons en bois de Luostarinmäki.
Selon le plan de 1828, les rues principales devaient mesurer 45 aunes de large et les rues secondaires 30 aunes et on devait construire en pierres
les maisons des rues principales, les rues en bordure du fleuve et les rues bordant la place du marché.
En plus du plan d'urbanisme Carl Ludwig Engel conçoit aussi des bâtiments comme l'observatoire de Vartiovuori et l'église orthodoxe de Turku.
Après l'incendie le quartier entourant le parc de la cathédrale de Turku et l'ancienne grande place du marché est reconstruit largement dans un style néoclassique.
On peut citer par exemple l'immeuble Brinkkala, l'ancienne mairie, l'immeuble Hjelt, l'immeuble Juselius et le théâtre suédois de Turku.
Après l’indépendance de la Finlande, on compte Alvar Aalto et Erik Bryggman parmi les plus importants développeurs de l'architecture de la ville.
À l'époque, en conséquence de leurs travaux de conception Turku est un remarquable centre du fonctionnalisme.
Parmi les œuvres représentatives du style fonctionnaliste on peut citer l'immeuble de Turun Sanomat ou la Chambre agricole du sud-ouest de la Finlande conçus par Aalto et Hospits Betel ou la chapelle de la Résurrection conçus par Erik Bryggman,.
Après la Seconde Guerre mondiale, l'orientation et les priorités de l'architecture de la ville changent.
Les architectes sont remplacés par les sociétés de construction car on a besoin de construire rapidement de nombreux logements.
On commence à bâtir les premières banlieues comme Iso-Heikkilä, Uittamo et Pääskyvuori.
Dans les décennies suivant la Seconde Guerre mondiale on détruit de nombreux bâtiments anciens pour les remplacer par des constructions plus hautes.
La maladie de Turku (finnois : Turun tauti) est un concept qui se réfère au démantèlement de bâtiments anciens pour faire place à des bâtiments contemporains laids, et qui inclut une culture politique où le pouvoir se trouve concentré dans les mains de quelques-uns.
Ce concept de maladie de Turku (suédois : Åbo smitta) apparaît dès 1916 dans la presse d'Helsinki, quand on commence à construire de nouvelles construction de style jugend.
Dans les années 1950 et 1960, le concept revient à la mode quand l'architecture moderne s'étend dans toute la ville.
Dans les années 1980, la préoccupation revient au développement de l'image de la ville et des architectes de valeur sont de nouveau sollicités pour concevoir les bâtiments de Turku.
L'architecte Benito Casagrande a conçu plusieurs bâtiments de Turku dès les années 1970.
Les plus connus sont probablement l'Îlot urbain Hansa et les bâtiments Data-City et Bio-City du parc scientifique de Turku.
Parmi les ensembles conçus par des architectes on peut nommer la Bibliothèque principale de Turku, conçue par Asmo Jaaksi, le Centre hospitalier universitaire de Turku, la tour d'habitation Airiston Tähti et les immeubles de bureaux de la Société If.

### Lieux et monuments
| Carte de lieux et monuments de Turku                                             |
| Carte interactive de lieux et monuments de Turku (cliquer pour voir les détails) |

Les lieux et monuments les plus visités en 2011 sont :
| Rang |  | Lieu                                  | Visiteurs | Rang |  | Lieu                                      | Visiteurs |
| ---- |  | ------------------------------------- | --------- | ---- |  | ----------------------------------------- | --------- |
| 1.   |  | Cathédrale de Turku                   | 173 028   | 7.   |  | Jardin botanique de l'université de Turku | 35 518    |
| 2.   |  | Aboa Vetus & Ars Nova                 | 170 000   | 8.   |  | Musée Wäinö Aaltonen                      | 25 769    |
| 3.   |  | Château de Turku                      | 121 024   | 9.   |  | Village de Kurala                         | 17 005    |
| 4.   |  | Forum Marinum                         | 118 862   | 10.  |  | Musée Sibelius                            | 10 524    |
| 5.   |  | Musée d'art de Turku                  | 80 848    | 11.  |  | Musée de la biologie                      | 9 769     |
| 6.   |  | Musée de l'artisanat de Luostarinmäki | 44 184    | 12.  |  | Musée de la pharmacie et Maison Qwensel   | 7 480     |

Turku compte de nombreux parcs :
- Asemanpuisto
- Barkerinpuisto
- Brahenpuisto
- Fleminginpuisto
- Ingegerdinpuisto
- Kupittaanpuisto
- Linnanpuisto
- Lönnrotinpuisto
- Mannerheiminpuisto
- Porthaninpuisto
- Puolalanpuisto
- Ruissalon Kansanpuisto
- Runeberginpuisto
- Samppalinnanpuisto
- Tuomiokirkonpuisto
- Tähkäpuisto
- Vartiovuorenmäki
- Urheilupuisto

On peut aussi y voir les statues et monuments mémoriaux publics.

## Transport

### Transport maritime

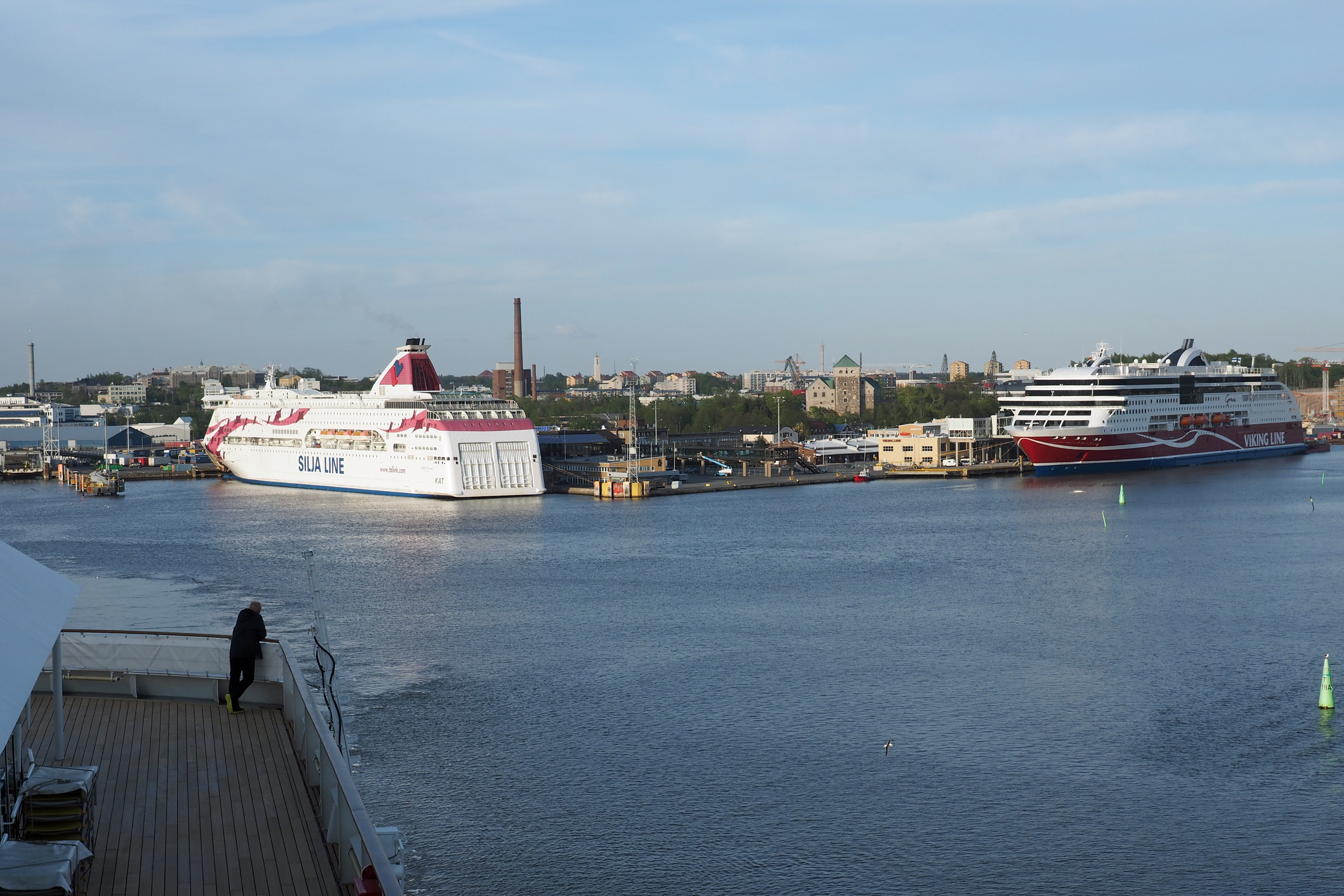
Ferries des compagnies Silja Line et Viking Line à quai dans le port de Turku.

Porte d'entrée de l'archipel finlandais, la région de Turku possède deux ports significatifs : le port de Turku et le Port de Naantali.
À eux deux ils forment le port de cargo le plus important de Finlande.
Après le port d'Helsinki, le port de Turku est, à côté de celui de Kotka, le deuxième port de Finlande mais il est beaucoup plus important que Kotka pour le trafic de voyageurs.
Le port de Turku est relié à la Suède et à l'archipel d'Åland par des liaisons régulières assurées par les compagnies Silja Line et Viking Line qui opèrent sur des traversées à destination de Stockholm et de Mariehamn à raison de deux rotations par jour, l'une partant le matin et l'autre le soir.
Le transport maritime vers Tallinn, Riga, Visby est saisonnier.
Le transport vers Tallinn a débuté en 2006.

### Transport routier
Les axes principaux sont les nationales 1, 8, 9 et 10 ainsi que la kantatie 40 qui encercle Turku.
L'autoroute valtatie 8 menant de Turku à Raisio a été construite en 1963.
Naantali est reliée à Turku par la voie rapide de Naantali.
Les autres voies autoroutières sont la nationale 1 de Turku à Helsinki et la nationale 9 de Turku à Aura.
Turku est aussi traversé par les routes régionales 222 (Turku-Aura), 110 (Helsinki-Turku) et 204 (Lieto-Eura).

### Transport ferroviaire
En 1876, la gare principale de Turku devient le terminus de la ligne Hämeenlinna–Tampere–Turku.
Sa construction n'a pu débuter qu'en 1874 après plus de dix années de désaccord sur le cheminement de la voie et à cause de problème de financement.
La voie côtière atteint Karis en 1899 et Helsinki en 1902.
En 1924, la ligne Turku-Uusikaupunki est terminée, le transport de voyageurs s'y terminera en 1992.
En 1995, les premiers Pendolino de Finlande commence à circuler entre Turku et Helsinki.
Turku est la seule ville de Finlande ayant trois gares de trains à longue distance : la gare de Turku-Port, la gare principale de Turku et la gare de Kupittaa.

### Transport aérien
L'aéroport de Turku, ouvert en 1956, est situé à 8 km au nord du centre-ville.
En 2012, il a accueilli 454 948 voyageurs.
L'aéroport a des vols à destination d'Helsinki, Oulu, Kittilä, Stockholm, Riga, Copenhague, Gdańsk, Budapest, Bruxelles, Londres, Barcelone, Malaga...